# Société de l'Océan noir
 (novembre 2021).
La société de l'Océan noir (玄洋社, Gen'yōsha) était un influent groupe pan-asiatique doublée d'une société secrète active au Japon de 1879 à 1945. Elle fut considérée comme ultranationaliste par les forces alliées lors du tribunal militaire international pour l'Extrême-Orient.

## Fondation de laKoyōsha
Fondée à l'origine sous le nom de Koyōsha par Hiraoka Kotarō (1851–1906), un riche propriétaire de mines et ex-samouraï qui avait des intérêts miniers en Mandchourie, Tōyama Mitsuru et d'autres anciens samouraï du domaine de Fukuoka, la société prônait un retour à l'ancien ordre féodal japonais avec des privilèges spécifiques et des allocations du gouvernement pour la classe des samouraï. Elle participa aux différentes révoltes d'ex-samouraï à Kyūshū contre le nouveau gouvernement de Meiji mais elle abandonna son but initial après l'écrasement de la rébellion de Satsuma en 1877, rejoignit le mouvement pour la liberté et les droits du peuple et forma une organisation politique appelant à la création d'un parlement national.

## Fondation de laGen'yōsha
En 1881, la société changea à nouveau de direction. Son but cette fois était d'« honorer la famille impériale, de respecter l'empire et de protéger les droits du peuple ». Son but caché était cependant de pousser à l'expansion militaire japonaise et à la conquête du continent asiatique. C'est cela que représentait le nouveau nom choisi par le groupe, Gen'yōsha, en référence à la mer de Genkai qui séparait le Japon de la Corée.
Les tactiques utilisées par la société de l'Océan noir pour parvenir à ses objectifs étaient loin d'être pacifiques. Débutant comme une organisation terroriste, elle attira des personnalités du crime organisé pour mener des actions violentes et même des assassinats contre des étrangers et des politiciens libéraux et ce bien qu'elle continuait de recruter des anciens samouraï.
En 1889, la société de l'Océan noir critiqua sévèrement la révision des traités inégaux menée par le ministre des Affaires étrangères Ōkuma Shigenobu. Un membre de la société tenta de jeter une bombe mais se blessa grièvement. Lors des élections de 1892, la société mena une campagne d'intimidation et d'actions violentes avec le soutien timide du gouvernement Matsukata pour influencer les résultats.
L'une des principales cibles de la société de l'Océan noir était les nombreuses société secrètes chinoises dont certaines étaient très hostiles au Japon. Ces sociétés avaient cependant pour but principal de renverser la dynastie Qing. En 1881, Tōyama Mitsuru envoya 100 de ses hommes en Chine pour glaner des informations et infiltrer ces sociétés secrètes. L'une des premières et des plus détaillées histoires de ces sociétés secrètes fut écrite par Hiraya Amane, un membre de la société de l'Océan noir, qui participa à l'établissement du quartier-général chinois de son organisation à Hangzhou. La société de l'Océan noir fournissait non seulement des armes et des fonds aux sociétés chinoises mais accueillait en plus au Japon les exilés menacés par le gouvernement des Qing. La société se forma un vaste réseau de maisons closes à travers toute la Chine (puis plus tard en Asie du Sud-Est) pour disposer de lieux de réunion. En plus de permettre à la société de devenir une entreprise profitable côté argent, les maisons closes permettaient également de recueillir des informations par chantage ou corruption de leurs patrons. Mais bien que ces actions étaient couramment usitées, les informations étaient surtout obtenues par les prostituées employées très efficaces pour soutirer des informations de leurs clients. La société ouvrit même une école de formation pour ses membres à Sapporo sur Hokkaido.
L'autre zone d'activité de la société était la Corée. L'organisation mit en place un groupe de travail pour préparer en secret des cartes topographiques détaillées de la péninsule en vue de faciliter une future invasion japonaise. Elle apporta également son soutien à la rébellion paysanne du Donghak sachant que ce soulèvement était susceptible d'amener la Chine et le Japon à se déclarer la guerre. L'assassinat de l'impératrice Myeongseong de Corée en 1895 est considéré comme ayant été mené par des membres de la société de l'Océan noir à l'instigation du ministre japonais à Séoul, Miura Gorō.
À l'origine ignorée par l'armée japonaise, celle-ci trouva finalement, pendant la guerre sino-japonaise (1894-1895) et la guerre russo-japonaise (1904-1905), que le vaste réseau de renseignement de l'organisation était inestimable. Ce réseau était également utile pour les missions de sabotage de l'armée qui se passaient derrière les lignes ennemies.
Après l'annexion de la Corée en 1910, la société continua à organiser des actions pan-asiatiques. Au Japon, elle forma un parti politique appelé Dai Nippon Seisantō (« Parti de la production du grand Japon ») pour combattre l'influence du socialisme dans les syndicats de travailleurs.
Durant ses dernières années d'existence, l'organisation s'éloigna de ses origines de société secrète et évolua dans le courant de la politique japonaise. Beaucoup de ministres et des membres de la diète en faisaient partie et certains chefs politiques importants comme Kōki Hirota ou Seigō Nakano commencèrent dans ses rangs. Elle continua d'exercer une influence considérable sur la politique intérieure et étrangère du Japon jusqu'à la fin de la Seconde Guerre mondiale.
La société de l'Océan noir fut dissoute par les forces alliées en 1945.

## Postérité
La société de l'Océan noir est l'ancêtre de plusieurs organisations qui hériteront et développeront son idéologie. Elle a également préparé le terrain avant-guerre pour connecter les politiciens de droite avec l'organisation Yakuza.
Bien que les Yakuzas d'aujourd'hui partagent la pensée politique et sociale de la société de l'Océan noir et bien que plusieurs membres de la société devinrent des Yakuzas par la suite, l'organisation était principalement un groupe politique qui utilisait des moyens criminels pour parvenir à ses fins, mais n'était pas yakuza elle-même comme certains historiens l'ont déclaré.

## Dans la culture populaire
La société de l'Océan noir est mentionnée à plusieurs reprises dans le jeu de rôle Cthulhu développé par Chaosium and Pagan Publishing en plus de leur précédent jeu L'Appel de Cthulhu et Delta Green.
Elle est aussi présentée comme une agence de renseignement japonaise dans l'appendice du jeu de rôle Top Secret de TSR Hobby.
L'intrigue de la BD de Corto Maltese, Océan Noir, paru en Octobre 2021 fait référence à cette société.

## Sources
- Anchee Min, The Last Empress, Houghton Mifflin, 2003 (ISBN 0-618-53146-7)
- Andrew Gordon, A Modern History of Japan : From Tokugawa Times to the Present, Oxford University Press, 2003, 384 p. (ISBN 0-19-511061-7)
- George Victor, The Pearl Harbor Myth, Rethinking the Unthinkable, Potomac Books Inc, 2005, 355 p. (ISBN 1-59797-042-5, lire en ligne)
- George Crowdey, The Enemy Within, A History of Espionage, Osprey Publishing, 2006 (ISBN 1-84176-933-9)